# Ri Song-suk
Ri Song-suk (koreanisch 리성숙) ist eine ehemalige nordkoreanische Tischtennisspielerin. Zwischen 1977 und 1983 nahm sie an vier Weltmeisterschaften teil.

## Karriere
Ri holte bei ihrer ersten Teilnahme an der Weltmeisterschaft 1977 Bronze mit der Mannschaft. Dieser Erfolg gelang auch in den Jahren 1981 sowie 1983. 1979 wurde die nordkoreanische Mannschaft nach China sogar Vize-Weltmeister. Bei dieser WM gewann sie zudem Silber im Einzel und Bronze im Doppel mit Ro Jong-suk.
Die Asienmeisterschaft 1978 beendete die Nordkoreanerin mit dem zweifachen Errang der Silbermedaille, nämlich einmal im Doppel sowie einmal mit dem Team.

## Turnierergebnisse
| Verband | Veranstaltung           | Jahr | Ort          | Land | Einzel    | Doppel        | Mixed     | Team       |
| ------- | ----------------------- | ---- | ------------ | ---- | --------- | ------------- | --------- | ---------- |
| PRK     | Asienmeisterschaft ATTU | 1978 | Kuala Lumpur | MAS  |           | Silber        |           | Silber     |
| PRK     | Asienspiele             | 1974 | Teheran      | IRI  | letzte 16 |               |           |            |
| PRK     | Weltmeisterschaft       | 1983 | Tokio        | JPN  | letzte 64 | letzte 32     | letzte 32 | Halbfinale |
| PRK     | Weltmeisterschaft       | 1981 | Novi Sad     | YUG  | letzte 16 | Viertelfinale | Qual.     | Halbfinale |
| PRK     | Weltmeisterschaft       | 1979 | Pjöngjang    | PRK  | Silber    | Halbfinale    | Qual.     | Silber     |
| PRK     | Weltmeisterschaft       | 1977 | Birmingham   | ENG  | letzte 16 | letzte 32     |           | Halbfinale |